# 圣博内德萨朗德兰克
圣博内-德萨朗德兰克（法語：Saint-Bonnet-de-Salendrinque）是法国加尔省的一个市镇，位于该省西部，属于勒维冈区。

## 地理
圣博内-德萨朗德兰克（44°2'15"N, 3°52'7"E）面积3.59 平方千米，位于法国奧克西塔尼大區加尔省，该省份为法国南部沿海省份，南端濒地中海，北起顺时针与阿尔代什省、沃克吕兹省、罗讷河口省、埃罗省、阿韦龙省和洛泽尔省接壤。
与圣博内-德萨朗德兰克接壤的市镇（或旧市镇、城区）包括：拉萨尔、瓦布尔。
圣博内-德萨朗德兰克的时区为UTC+01:00、UTC+02:00（夏令时）。

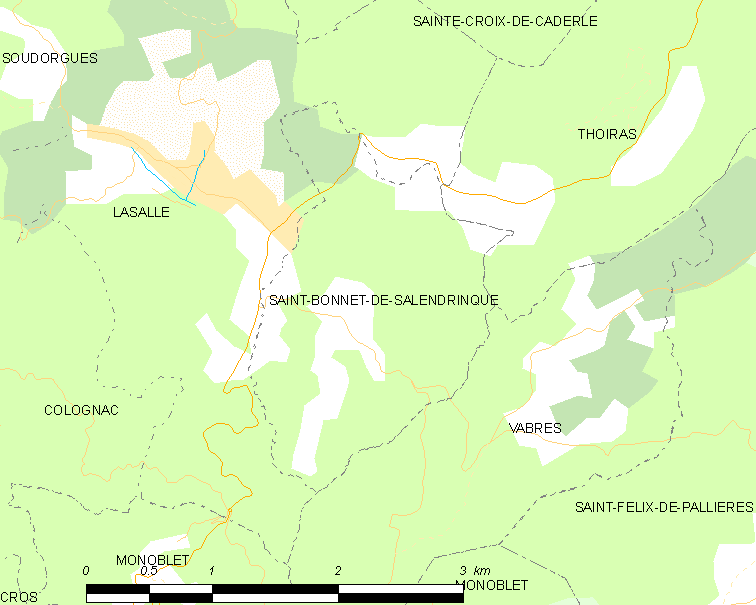
圣博内-德萨朗德兰克的OSM定位图

## 行政
圣博内-德萨朗德兰克的邮政编码为30460，INSEE市镇编码为30236。

## 政治
圣博内-德萨朗德兰克所属的省级选区为拉格朗孔布县。

## 人口

1962-2008年间圣博内-德萨朗德兰克人口变化图示

圣博内-德萨朗德兰克于2022年1月1日时的人口数量为124人。